# Incendio de Sandoná
El incendio de Sandoná fue una conflagración ocurrida en el municipio de Sandoná, Nariño, al sur de Colombia, el miércoles 6 de mayo de 1940.
La tragedia se produjo en el interior del palacio municipal, durante la proyección de la película Snow White and the Seven Dwarfs, realizada como parte conmemoración por el centenario de la muerte del General Francisco de Paula Santander.
La causa del incendio parece haber sido un corto circuito en la casilla de operadores.
El incidente dejo un total de 118 fallecidos y más de 200 heridos, convirtiéndose en el incendio más mortífero de la historia del país.
El 30 de noviembre, el gobierno colombiano expidió la ley 55 de 1940, por la que se destinaron 60 mil pesos para ayudar a los damnificados por el incendio.